# Steeleye Span
Steeleye Span — британський фолк-рок гурт. Утворений наприкінці 1969 року у Сент Елбенсі. До першого складу гурту ввійшли: колишній учасник Fairport Convention Ешлі «Тайгер» Хатчінгс (Ashley «Tyger» Hutchings) — бас, вокал; ірландське тріо Sweeny's Men у складі: Террі Вудс (Terry Woods) — гітара, вокал, Джонні Мойніен (Johnny Moynihan) — вокал, скрипка та Енді Ірвайн (Andy Irvine) — вокал, мандоліни, а також дружина Вудса — Гей Вудс (Gay Woods) — вокал, концертина.
Назва гурту походить від імені героя народної балади «Horkston Grange». Незабаром після утворення Steeleye Span залишили Мойніен та Ірвайн, а новими учасниками стали Тім Харт (Tim Hart; 9 січня 1948) — вокал, гітара та Медді Прайор (Maddy Prior; 14 серпня 1947) — вокал, які були досить популярними виконавцями у фолк-середовищі. Дебютному альбому «Hark! The Village Wait» передували солідні концертні виступи. На цій платівці домінували традиційні твори, у яких їх первісність поєднувалась з рок-аранжуванням Хатчінгса.
1970 року зацікавившись сольною діяльністю, своїх колег залишило подружжя Вудсів і у складі Steeleye Span з'явились Мартін Карті (Martin Carthy; 21 травня 1940, Хатфілд, Велика Британія) — гітара, вокал та Пітер Найт (Peter Knight) — скрипка, вокал. Новим складом музиканти записали альбоми «Please To See The King» та «Ten Man Mop…», побічно продовжуючи часті концертні турне. 1971 року Хатчінгс перейшов до формації Albion Country Band, що привело до кризи у стилістично монолітній тоді групі.
Того ж року сольною діяльністю вирішив зайнятись Карті, а запрошення до Steeleye Span двох типово рокових музикантів — гітариста Боба Джонсона (Bob Johnson) та басиста Ріка Кемпа (Rick Kemp) — підтвердило протиріччя, що виникли у групі. Також не залишилась непоміченим зміна попереднього менеджера та продюсера записів Steeleye Span Сенді Робінсона на досить «хітового» Джона Ластіга, завдяки якому гурт уклав угоду з фірмою «Chrysalis». Альбоми «Below The Salt» та «Parcel Of Roques» характеризувала рок-інструментальність та динаміка. Продюсером лонгплея під двозначною назвою «Now We Are Six» був лідер Jethro Tull Йен Андерсон, у той час як на платівці домінувала насичена перкусія нового ударника гурту Найджела Пегрума (Nigel Pegrum).
Зміна стилю принесла Steeleye Span такі хіт-сингли у британському Тор-10, як «Guadete» та «All Around My Hat», які продюсував Майк Бетт. Чергові записи гурту вирізнялись справжньою вокальною досконалістю, однак невдалий поворот до реггі та хард-року дуже віддавали штучністю, що не принесло Steeleye Span нових фанів, та роздратувало старих прихильників.
1977 року Найт та Джонсон перейшли до інших формацій і цього разу у складі знову з'явився Мартін Карті та новий музикант Джон Кіркпатрік (John Kirkpatrick) — акордеон. Проте у березні 1978 року гурт проголосила про свій розпад. Однак через два роки Steeleye Span відновила свою діяльність у такому складі: Прайор, Харт, Найт, Джонсон, Кемп, Пегрум, продовжуючи чапс від часу записувати чергові альбоми. У середині 1980-х своїх колег залишив Харт.

## Дискографія
- 1970: Hark! The Village Wait
- 1971: Please To See The King
- 1971: Ten Man Mop Or Mr.Reservoir Butler Rides Again
- 1972: Below The Salt
- 1972: Individually & Collectively
- 1973: Parcel Of Roques
- 1973: Steeleye Span Almanac
- 1974: Now We Are Six
- 1975: Commoner's Crown
- 1975: All Around My Hat
- 1976: Rocket Cottage
- 1977: The Steeleye Span Story — Original Masters
- 1977: Storm Force Ten
- 1977: Time Span
- 1978: Live At Last
- 1980: Sails Of Silver
- 1980: Steeleye Span
- 1984: The Best Of Steeleye Span
- 1984: Steeleye Span
- 1986: Back In The Line
- 1988: Portofolio
- 1989: The Early Years
- 1989: The Best Of Steeleye Span
- 1989: Tempted & Tried
- 1991: The Best & The Rest Of Steeleye Span
- 1991: The Collection
- 1994: Spanning The Years
- 1995: Tonight's The Night Live — In Concert
- 1996: Time
- 1996: The King — The Best Of Steeleye Span
- 1996: A Stack Of Steeleye Span.

### Maddy Prior
- 1969: Folk Songs Of Olde England (разом з Тімом Хартом)
- 1970: Folk Songs Of Olde England (разом з Тімом Хартом)
- 1976: Silly Sisters (разом з Джюн Гейбор)
- 1978: Woman In The Wings
- 1978: Changing Winds
- 1982: Hooked On Winning
- 1983: Going For Glory
- 1988: A Tapestry Of Carols
- 1988: No More To The Dance (разом з Джюн Тейбор)
- 1990: Happy Families (разом з Ріком Кемпом)
- 1990: Singslustily & With Good Courage (разом з The Carnival Band)
- 1991: Carols & Capers
- 1995: Memento
- 1996: Hang Up Sorrow & Care
- 1996: Escape (разом з Ріком Кемпом)
- 1997: Flesh & Blood.

### Tim Hart
- 1971: Summer Solstice (разом з Медді Прайор)
- 1979: Tim Hart
- 1988: Drunken Sailor & Other Kid Songs

### Martin Carthy
- 1965: Martin Carthy
- 1966: Second Album
- 1967: Byker Hill
- 1968: But Two Come By
- 1969: Prince Heathen
- 1971: Landfall
- 1971: Sweet Wivelsfield
- 1976: Crown Of Horn
- 1979: Because It's There
- 1982: Out Of The Cut
- 1983: Brass Monkey
- 1988: Right Of Passage
- 1991: Life & Limb
- 1992: Skin & Bone
- 1993: Collection
- 1995: Kershaw Sessions

### Ashley Hutchings
- 1971: Morris On
- 1974: Complet Dancing Master
- 1976: Son Of Morris On
- 1976: Rattlebone & Ploughjack
- 1977: Kickin' Up The Sawdust
- 1987: By Gloucester Docks I Sat Down & Wept
- 1994: As You Uke It
- 1994: Crab Wars As Remembered. Vol. 1
- 1994: Crab Wars As Remembered. Vol. 2
- 1994: Crab Wars As Remembered. Vol. 3
- 1994: The Guv'nor Vol. 1
- 1996: Sway With Me
- 1997: The Guv'nor Vol. 2
- 1998: Collection

### Peter Knight
- 1977: King Of Elf land's Daughter (разом з Робертом Джонсоном)
- 1991: An Ancient Cause (разом з Тімом Харрісоном)

### Gaywoods
- 1971: Woods Band (як Terry & Gay Woods)
- 1975: Backwoods (як Terry & Gay Woods)
- 1976: Time Is Right (як Terry & Gay Woods)
- 1978: Tenderhooks (як Terry & Gay Woods)
- 1995: In Concert

### Andy Irvine
- 1976: Andy Irvine
- 1983: Andy Irvine & Dick Gaughan
- 1991: Rude Awakening
- 1997: Rain Sundays Windy Dreams.